# Rai 1
Rai 1 (prononcé : Rai Uno, en français Rai Un) est la première chaîne de télévision publique généraliste italienne de la Rai.

## Histoire de la chaîne
À sa naissance le 3 janvier 1954, la chaîne s'appelait Programma Nazionale (« Programme national »).
Elle fut rebaptisée Rete 1 (Première Chaîne) à la suite de la loi de réforme de l'audiovisuel en 1975 et enfin Rai Uno le 3 octobre 1983.
La Rai fut soumise dès l'origine au phénomène de la « parcellisation » (lottizzazione (it)), qui consiste à donner une chaîne à chaque grand courant politique italien. Rai Uno fut attribuée aux démocrates-chrétiens, Rai Due, créée en 1961, aux socialistes et Rai Tre, créée en 1979, aux communistes. La lottizzazione est alors apparue comme un moyen de garantir le pluralisme du service public, chaque parti y trouvant son compte.

### La couleur
Jusqu'à la fin 1976, les programmes n'étaient diffusés qu'en noir et blanc. La RAI n'a commencé la diffusion de ses deux chaînes en couleur (en système PAL) qu'à partir de l'hiver 1976/1977 (soit dix ans après l'Allemagne de l'Ouest, la France ou le Royaume-Uni, ou même huit ans après la télévision suisse en langue italienne).

### Les années 1980
Avec le temps, la chaîne s'est affirmée comme une généraliste touchant tous les publics. À la fin des années 1990, la Rai a commencé à spécialiser ses chaînes et a alors renforcer le rôle de la Rai Uno comme navire amiral du groupe afin de concurrencer Canale 5 du groupe concurrent privé Mediaset.
En 2010, Rai Uno devient Rai 1 et modifie son logotype pour s'harmoniser avec l'ensemble des chaînes du groupe Rai.
La chaîne est disponible sur le satellite Hot-Bird en clair et en analogique jusqu'en 2005 et sur le satellite ASTRA aussi de avril 2001 à août 2010 puis en haute définition (par satellite et TNT) en diffusion simultanée depuis octobre 2013. Rai HD a été lancée en 2008 pour les émissions HD de Rai 1, Rai 2 et Rai 3 (parfois même Rai 5) ; cette chaîne affichait le logotype Rai 1 HD, Rai 2 HD, Rai 3 HD et Rai 5 HD selon la chaîne transmise en diffusion simultanée.

## Identité visuelle

### Logos

Logo de Rai Uno de 1983 à 1988
Logo de Rai Uno de 2000 à 2010
Logo de Rai 1 de 2010 à 2016
Logo de Rai 1 HD du 25 octobre 2013 au 12 septembre 2016
Logo de Rai 1 depuis le 12 septembre 2016
Logo de Rai 1 HD depuis le 12 septembre 2016

## Organisation

### Dirigeants
Présidents :
- Mimmo Scarano : 1976-1979
- Paolo Valmarana : 1980
- Emmanuele Milano : 1980-1985
- Giuseppe Rossini : 1986-1988
- Carlo Fuscagni : 1989-1993
- Nadio Delai : 1994
- Brando Giordani : 1995-1996
- Giovanni Tantillo : 1996
- Agostino Saccà : 1998-2000
- Pier Luigi Celli : 2000
- Maurizio Beretta : 2000-2001
- Agostino Saccà : 2001-2002
- Fabrizio Del Noce : 2002-2009
- Mauro Mazza : 2009-2012
- Giancarlo Leone : 2012-2016
- Andrea Fabiano: 2016-2017
- Angelo Teodoli: 2017-2018
- Teresa De Santis: 2018-2020
- Stefano Coletta: dans 2020

### Capital
Rai Uno est détenue à 100 % par le groupe Rai.

## Programmes

### Information
- TG1 : le téléjournal de la Rai 1
- Tgunomattina : approfondissement du téléjournal, dans les environs de 7h du matin.
- TV7 : magazine d'information durant la nuit de vendredi à samedi.
- Unomattina : magazine matinal (équivalent de Télématin en France) et Unomattina in famiglia, le weekend.
- Linea Verde : magazine sur la nature et le terroir diffusé chaque samedi et dimanche
- Linea Blu : magazine sur la mer diffusé chaque weekend en été
- Linea Bianca : magazine sur la montagne diffusé chaque samedi en hiver
- Porta a Porta : le rendez-vous politique de la Rai 1, en seconde soirée.
- Noos : magazine scientifique présenté en été par Alberto Angela.
- A Sua Immagine : magazine religieux catholique dominical.
- La vita in diretta : magazine d'information durant la fin de l'après-midi.
- Sottovoce : magazine de nuit.

### Divertissement
- Eurovision Song Contest
- Festival della canzone italiana : transmission au mois de février du Festival de Sanremo, festival de la chanson italienne en direct du Théâtre Ariston de Sanremo (Ligurie).
- David di Donatello : remise de prix en direct sur Rai 1. Souvent vers le printemps.
- Domenica In : émission de divertissement diffusée le dimanche après-midi depuis 1976 par Mara Venier
- È sempre mezzogiorno : émission de cuisine depuis 2020. Présenté du lundi au vendredi par Antonella Clerici.
- Camper : émission de cuisine, diffusée durant l'été par Marcello Masi.
- Il pranzo è servito : émission de cuisine. Qui a été présenté en été 2021 par Flavio Insinna. Emission qui avait le but de remplacé "È sempre mezzogiorno" en été 2021.
- Milleeunlibro in tv : émission vers 2h du matin, parlant de livres.

### Séries télévisées
- Don Matteo : série télévisée avec Terence Hill, Nino Frassica, Nathalie Guetta, Flavio Insinna
- La scogliera dei misteri (diffusé en 2022)
- Nero a metà (2018 - en cours)
- Doc - Nelle tue mani (2020 - en cours)
- Ulisse - Il piacere della scoperta  : documentaire (2022)
- Noi (série) (2022)
- Studio Battaglia (2022)
- L'amica geniale : (2018 - en cours)
- Il paradiso delle Signore (2015 - en cours)
- Sei sorelle : série (à partir du 30 mai)
- Incantesimo (saisons 3, 4, 5, 9, 10) : feuilleton vu en France comme "Les destins du cœur" (1998-2008)
- Che Dio ci aiuti (2011-en cours)
- Solo per passione - Letizia Battaglia fotografa (diffusé en 2022)

### Jeux télévisés
- Reazione a catena : anciennement présenté par Amadeus
- L'eredità : généralement présenté par Flavio Insinna
- Soliti Ignoti - Il ritorno : le jeu consiste à deviner les métiers des gens. Et à deviner qui est leurs proches à la fin du jeu.
- Affari tuoi : présenté par Pupo (en 2005), présentée par Antonella Clerici (en 2006) et par Flavio Insinna (de 2013 à 2016).                                     Jeu similaire à À prendre ou à laisser (jeu télévisé)
- Affari tuoi - Viva gli sposi ! : (2020 à 2021) (traduit : Affari tuoi - Vive les mariés !) a été mis en place pour les jeunes mariés. Ce jeu a été présenté par Carlo Conti.
- Affari tuoi - Formato famiglia : Présenté en 2022 par Amadeus et Giovanna Civitillo (son épouse).